# Gerhart Kreft
Gerhart Kreft (* 31. August 1939 in Paderborn) war von 1988 bis 2004 Richter am Bundesgerichtshof.

## Wirken
Nach Beendigung seiner juristischen Ausbildung wirkte Kreft zunächst als wissenschaftlicher Assistent an der Ruhr-Universität Bochum, ehe er 1970 in den Justizdienst des Landes Nordrhein-Westfalen eintrat.
Nach Richtertätigkeiten am Landgericht Bonn und verschiedenen Amtsgerichten war Kreft von 1973 bis 1975 wissenschaftlicher Mitarbeiter beim Bundesverfassungsgericht. 1979 wurde er zum Richter am Oberlandesgericht Köln ernannt.
Bundesrichter wurde Kreft im Jahre 1988. Seither gehörte er dem insbesondere für das Insolvenzrecht zuständigen IX. Zivilsenat des Bundesgerichtshofes an, seit 2000 als dessen Vorsitzender. Von 2003 bis zu seinem Eintritt in den Ruhestand am 31. August 2004 war er zudem Vorsitzender des wegen der Überlastung des IX. Zivilsenats als Hilfssenat gebildeten IXa-Zivilsenats.
Nach seiner Pensionierung war Kreft von 2004 bis 2016 als Ombudsmann des Bundesverbands deutscher Banken tätig.
Kreft war bis zu seiner 7. Auflage Herausgeber des Heidelberger Kommentars zur Insolvenzordnung.